# British National League 1999/2000
Die Saison 1999/2000 war die vierte Spielzeit der British National League, der zweithöchsten britischen Eishockeyspielklasse. Meister wurden die Fife Flyers.

## Hauptrunde
|     | Klub                 | Sp | S  | OTS | OTN | N  | Tore    | Punkte |
| --- | -------------------- | -- | -- | --- | --- | -- | ------- | ------ |
| 1.  | Fife Flyers          | 36 | 28 | 1   | 0   | 7  | 176:089 | 58     |
| 2.  | Guildford Flames     | 36 | 26 | 1   | 2   | 7  | 185:099 | 56     |
| 3.  | Basingstoke Bison    | 36 | 22 | 3   | 0   | 11 | 139:085 | 50     |
| 4.  | Hull Stingrays       | 36 | 20 | 3   | 1   | 12 | 149:132 | 47     |
| 5.  | Peterborough Pirates | 36 | 22 | 1   | 0   | 13 | 171:128 | 46     |
| 6.  | Slough Jets          | 36 | 19 | 0   | 3   | 14 | 109:100 | 41     |
| 7.  | Solihull Blaze       | 36 | 13 | 1   | 2   | 20 | 161:172 | 30     |
| 8.  | Edinburgh Capitals   | 36 | 9  | 1   | 1   | 25 | 118:192 | 21     |
| 9.  | Milton Keynes Kings  | 36 | 4  | 1   | 1   | 30 | 114:202 | 11     |
| 10. | Paisley Pirates      | 36 | 4  | 1   | 1   | 30 | 103:226 | 11     |

## Playoffs

### Gruppe A
|    | Klub                 | Punkte |
| -- | -------------------- | ------ |
| 1. | Fife Flyers          | 10     |
| 2. | Peterborough Pirates | 7      |
| 3. | Hull Stingrays       | 6      |
| 4. | Edinburgh Capitals   | 2      |

### Gruppe B
|    | Klub              | Punkte |
| -- | ----------------- | ------ |
| 1. | Basingstoke Bison | 8      |
| 2. | Solihull Blaze    | 8      |
| 3. | Guildford Flames  | 8      |
| 4. | Slough Jets       | 2      |

### Halbfinale
- Fife Flyers – Solihull Blaze 2:0 (5:2, 5:4)
- Basingstoke Bison – Peterborough Pirates 2:0 (6:3, 4:2)

### Finale
- Fife Flyers – Basingstoke Bison 3:0 (6:3, 2:1, 2:1)